# اقبلك (أغنية ون دايركشن)
«اقبلك» (بالإنجليزية: Kiss You)‏ هي أغنية سجلتها فرقة الفتيان الإنجليزية-الأيرلندية ون دايركشن لألبومها الإستديو الثاني، خذني إلى المنزل (2012). تم إصدارها كأغنية التسجيل المنفردة الثانية في ألمانيا والأغنية المنفردة الثالثة والأخيرة في 7 يناير 2013. لُحنت بواسطة كريستوفر فوغيلمارك، وكريستيان لوندين، وألبين ندلر، وسافان كوتيشا، وشيلباك ومنتجيها، كارل فالك ورامي يعقوب. أغنية «اقبلك» هي أغنية بوب قوة تفائلية مع تأثيرات إلكترونية؛ الكلمات بالتفصيل عشق بطل الرواية بأخرى مهمة. وأشاد النقاد بالأغنية لإنتاجها، ووصفوها بأنها مسار بارز في ألبوم خذني إلى المنزل.
أصبح المسار سادس ضربة بالمرتبة الأولي للمجموعة في أيرلندا والمملكة المتحدة، بينما وصلت إلي أعلي أربعين مركزًا في كل من الأقاليم البلجيكية (فلاندرز ووالونيا)، وكذلك في أستراليا، وكندا، والدنمارك، وفرنسا، ونيوزيلندا، وهولندا. وصلت الأغنية المنفردة إلي المرتبة 46 علي قائمة بيلبورد هوت 100 بالولايات المتحدة وقد تم اعتمادها ذهباً من قبل رابطة صناعة التسجيلات الأمريكية (RIAA) لمبيعات من 500000 نسخة. قامت فرقة ون دايركشن بأداء أغنية «اقبلك» علي كل من إصدارات المملكة المتحدة والولايات المتحدة لدي برنامج ذا إكس فاكتور و3 جولات موسيقية رئيسية: جولة خذني إلي المنزل (2013)، وجولة أين نحن (2014) وجولة في الطريق مرة أخري (2015).
تم إخراج الفيديو الموسيقي المُصاحب، والمُصمم لعرض التوقيت الكوميدي للمجموعة، بواسطة فوغان أرنيل، الذي قد عمل سابقًا مع المجموعة علي اثنين من الفيديوهات الموسيقية الأخري. يصور هذا المقطع الفرقة وهي تصور مشاهد مختلفة عبر شاشة خضراء، والذي يشتمل علي تسلسلات تذكرية بأيقونة فيديوهات موسيقية لأغاني مثل أغنية فرقة ذا بيتش بويز «فتاة سيرفر»، وأغنية إلفيس بريسلي «جيلهاوس روك» وأغنية فرقة رامشتاين «أرضي». حصل الفيديو الموسيقي علي 10.4 مليون مشاهدة في فترة 24 ساعة ومراجعات إيجابية من المراجعين، والذين قدروا طبيعتها الخالية من الهم، والمتهللة.
تم تضمين الأغنية في لعبة الرقص جاست دانس 2014، وهي أيضًا واحدة من الأغاني المختارة المتوفرة في الإصدار العيني. بالإضافة إلي ذلك، هذا هو المسار الأخير الرئيسي في إصدار الولايات المتحدة من الآن هذا ما أسميه الموسيقى! 46.

## وصلات خارجية
- الفيديو الموسيقي الرسمي على يوتيوب